# 亚磷酸酯

亚磷酸三酯的结构通式，磷原子上带有孤電子對

亚磷酸酯（phosphite ester）或有机亚磷酸酯（organophosphite），是指亚磷酸（HP(O)(OH)2）或其互变异构体（P(OH)3）与醇形成的酯，常见的有亚磷酸二甲酯（HOP(OCH3)2）和亚磷酸三甲酯（P(OCH3)3）。

## 制备
亚磷酸酯可由三氯化磷和醇的反应，或由酯交换反应制得。